# Spjutkastning för damer i friidrott vid olympiska sommarspelen 2000
Spjutkastning för damer vid olympiska sommarspelen 2000 i Sydney avgjordes 29-30 september.

## Medaljörer
| Gren          | Guld                  | Guld         | Silver                          | Silver  | Brons                  | Brons   |
| Spjutkastning | Trine Hattestad Norge | 68,91 m (OR) | Mirela Manjani-Tzelili Grekland | 67,51 m | Osleidys Menéndez Kuba | 66,18 m |

## Resultat
- Q innebär avancemang utifrån placering i heatet/klarat kvalgränsen.
- q innebär avancemang utifrån total placering.
- DNS innebär att personen inte startade.
- DNF innebär att personen inte fullföljde.
- DQ innebär diskvalificering.
- NR innebär nationellt rekord.
- OR innebär olympiskt rekord.
- WR innebär världsrekord.
- PB innebär personligt rekord.
- SB innebär säsongsbästa.

### Kval

#### Grupp A
| Placering | Totalt | Idrottare                    | Försök | Försök | Försök | Längd   | Noteringar |
| Placering | Totalt | Idrottare                    | 1      | 2      | 3      | Längd   | Noteringar |
| --------- | ------ | ---------------------------- | ------ | ------ | ------ | ------- | ---------- |
| 1         | 2      | Steffi Nerius (GER)          | 65,76  | —      | —      | 65,76 m | PB         |
| 2         | 3      | Trine Hattestad (NOR)        | 65,44  | —      | —      | 65,44 m |            |
| 3         | 4      | Mirela Manjani-Tzelili (GRE) | 63,34  | —      | —      | 63,34 m |            |
| 4         | 7      | Mikaela Ingberg (FIN)        | 58,94  | 60,85  | X      | 60,85 m |            |
| 5         | 9      | Li Lei (CHN)                 | 57,01  | X      | 60,57  | 60,57 m |            |
| 6         | 11     | Sonia Bisset (CUB)           | 59,13  | X      | 60,09  | 60,09 m |            |
| 7         | 13     | Rita Ramanauskaitė (LTU)     | 57,81  | X      | 59,21  | 59,21 m |            |
| 8         | 14     | Nikolett Szabó (HUN)         | 58,86  | 55,95  | 56,72  | 58,86 m |            |
| 9         | 22     | Ana Mirela Ţermure (ROM)     | 55,67  | 56,31  | 53,86  | 56,31 m |            |
| 10        | 24     | Jekaterina Ivakina (RUS)     | 55,30  | 52,43  | 55,58  | 55,58 m |            |
| 11        | 26     | Lynda Blutreich (USA)        | X      | 52,77  | 55,25  | 55,25 m |            |
| 12        | 27     | Evfemija Štorga (SLO)        | X      | 54,94  | 52,97  | 54,94 m |            |
| 13        | 28     | Khristina Georgieva (BUL)    | 54,60  | 51,10  | 53,31  | 54,60 m |            |
| 14        | 29     | Nadine Auzeil (FRA)          | 51,02  | 53,85  | 49,90  | 53,85 m |            |
| 15        | 30     | Inga Kožarenoka (LAT)        | 53,83  | X      | X      | 53,83 m |            |
| 16        | 31     | Louise Currey (AUS)          | 53,32  | X      | —      | 53,32 m |            |
| 17        | 32     | Gurmeet Kaur (IND)           | 52,78  | 48,80  | 46,46  | 52,78 m |            |
| 18        | 35     | Tatjana Sudarikova (KGZ)     | 47,56  | X      | 48,33  | 48,33 m |            |

#### Grupp B
| Placering | Totalt | Idrottare                    | Försök | Försök | Försök | Längd   | Noteringar |
| Placering | Totalt | Idrottare                    | 1      | 2      | 3      | Längd   | Noteringar |
| --------- | ------ | ---------------------------- | ------ | ------ | ------ | ------- | ---------- |
| 1         | 1      | Osleidys Menéndez (CUB)      | 67,34  | —      | —      | 67,34 m | AR         |
| 2         | 5      | Xiomara Rivero (CUB)         | 61,89  | —      | —      | 61,89 m | SB         |
| 3         | 6      | Tatjana Sjikolenko (RUS)     | 61,54  | —      | —      | 61,54 m |            |
| 4         | 8      | Wei Jianhua (CHN)            | 60,64  | X      | 57,19  | 60,64 m |            |
| 5         | 10     | Claudia Coslovich (ITA)      | 60,12  | X      | 57,05  | 60,12 m |            |
| 6         | 12     | Nikola Tomečková (CZE)       | 59,49  | 55,40  | 59,40  | 59,49 m |            |
| 7         | 15     | Felicia Țilea-Moldovan (ROM) | 54,11  | 58,75  | X      | 58,75 m |            |
| 8         | 16     | Laverne Eve (BAH)            | X      | 57,98  | 58,36  | 58,36 m |            |
| 9         | 17     | Joanna Stone (AUS)           | 53,34  | 57,57  | 58,34  | 58,34 m |            |
| 10        | 18     | Aggeliki Tsiolakoudi (GRE)   | X      | 58,11  | X      | 58,11 m |            |
| 11        | 19     | Tetjana Ljachovitj (UKR)     | 55,81  | 53,33  | 57,41  | 57,41 m |            |
| 12        | 20     | Taina Uppa (FIN)             | 57,39  | X      | X      | 57,39 m |            |
| 13        | 21     | Olivia McKoy (JAM)           | 55,98  | 52,83  | 56,36  | 56,36 m |            |
| 14        | 23     | Sueli dos Santos (BRA)       | X      | 56,27  | 50,50  | 56,27 m |            |
| 15        | 25     | Marta Míguez (ESP)           | 55,52  | 55,01  | X      | 55,52 m |            |
| 16        | 33     | Lee Young-Sun (KOR)          | 49,84  | X      | X      | 49,84 m |            |
| 17        | 34     | Sabina Moya (COL)            | 41,22  | 49,16  | 47,37  | 49,16 m |            |

### Final
| Placering | Idrottare                    | Försök | Försök | Försök | Försök | Försök | Försök | Längd   | Noteringar |
| Placering | Idrottare                    | 1      | 2      | 3      | 4      | 5      | 6      | Längd   | Noteringar |
| --------- | ---------------------------- | ------ | ------ | ------ | ------ | ------ | ------ | ------- | ---------- |
| 1         | Trine Hattestad (NOR)        | 68,91  | 62,27  | X      | 64,38  | 66,22  | 64,09  | 68,91 m | OR         |
| 2         | Mirela Manjani-Tzelili (GRE) | X      | 65,56  | 67,51  | 61,96  | 65,34  | 67,51  | 67,51 m | NR         |
| 3         | Osleidys Menéndez (CUB)      | 66,03  | 64,99  | 65,17  | 63,95  | 62,47  | 66,18  | 66,18 m |            |
| 4         | Steffi Nerius (GER)          | 61,99  | 61,41  | 64,84  | 57,88  | 61,11  | 61,02  | 64,84 m |            |
| 5         | Sonia Bisset (CUB)           | 63,26  | 62,77  | X      | X      | 62,85  | 63,11  | 63,26 m |            |
| 6         | Xiomara Rivero (CUB)         | 62,10  | 62,92  | X      | 60,20  | X      | X      | 62,92 m | PB         |
| 7         | Tatjana Sjikolenko (RUS)     | 58,28  | 62,91  | 61,54  | X      | X      | 61,97  | 62,91 m |            |
| 8         | Nikola Tomečková (CZE)       | 58,13  | 55,86  | 58,69  | 56,12  | 61,30  | 62,10  | 62,10 m |            |
|           |                              |        |        |        |        |        |        |         |            |
| 9         | Mikaela Ingberg (FIN)        | 58,10  | 55,97  | 58,56  |        |        |        | 58,56 m |            |
| 10        | Wei Jianhua (CHN)            | 54,06  | 58,23  | 58,33  |        |        |        | 58,33 m |            |
| 11        | Li Lei (CHN)                 | X      | X      | 56,83  |        |        |        | 56,83 m |            |
| 12        | Claudia Coslovich (ITA)      | 56,46  | 54,28  | 56,74  |        |        |        | 56,74 m |            |